# SOČ Černošín
SOČ Černošín je svazek obcí v okresu Plzeň-sever a okresu Tachov, jeho sídlem je Černošín a jeho cílem je sběr a zpracování ostatních odpadů. Sdružuje celkem 31 obcí a byl založen v roce 1993.

## Obce sdružené v mikroregionu
- Bezdružice
- Bor
- Brod nad Tichou
- Broumov
- Cebiv
- Ctiboř
- Částkov
- Černošín
- Halže
- Horní Kozolupy
- Hošťka
- Chodová Planá
- Chodský Újezd
- Kočov
- Kokašice
- Konstantinovy Lázně
- Lestkov
- Olbramov
- Ošelín
- Planá u Mariánských Lázní
- Rozvadov
- Staré Sedliště
- Stráž
- Studánka
- Svojšín
- Tachov
- Tisová
- Úterý
- Zadní Chodov
- Záchlumí
- Kladruby